# Schindleria
Schindleria Giltay, 1934 è un genere di pesci ossei marini. Si tratta dell'unico genere appartenente alla famiglia Schindleriidae Giltay, 1934 (ordine Perciformes).

## Distribuzione e habitat
Il genere Schindleria è diffuso in maniera puntiforme nei settori tropicali dell'oceano Pacifico. Hanno abitudini planctoniche e spesso sono legati alle barriere coralline.

## Descrizione
Le specie di questo genere raggiungono la maturità sessuale mentre sono ancora presenti evidenti caratteri larvali (pedomorfosi). Il corpo è trasparente e lo scheletro è ridotto. La parte terminale della colonna vertebrale è filiforme.
Sono tra i vertebrati più piccoli esistenti, le dimensioni massime degli adulti sono di circa 2,5 cm.

## Tassonomia
In questo genere sono riconosciute cinque specie:
- Schindleria brevipinguis Watson & Walker, 2004
- Schindleria elongata Fricke & Abu El-Regal, 2017
- Schindleria nigropunctata Fricke & Abu El-Regal, 2017
- Schindleria pietschmanni (Schindler, 1931)
- Schindleria praematura (Schindler, 1930)